# Jive Bunny & the Mastermixers
Jive Bunny & the Mastermixers waren ein englisches Musikprojekt, das Ende der 1980er Jahre mit Medleys aus Oldies und Partyhits große Erfolge hatte.

## Bandgeschichte
Jive Bunny entstand ursprünglich aus einem Musikstudio in Rotherham, England, heraus. Die Music Factory ist ein Vater-Sohn-Unternehmen von John und Andrew Pickles und bietet einen DJ-Mix-Service an, der Remixe von alten wie aktuellen Hits für DJs erstellt. 1988 stellten sie einen Partymix zusammen, der aus kurzen Ausschnitten bekannter Rock-’n’-Roll-Hits bestand, eingetaktet und mit der wiederkehrenden Melodie von Glenn Millers In the Mood verbunden.
Ursprünglich nur für DJs gedacht, erfreute sich das Stück bald so großer Beliebtheit, dass die Pickles beschlossen, es als Single herauszubringen. Nachdem sie ein halbes Jahr gebraucht hatten, um die Musikrechte der verwendeten Stücke zu bekommen, gaben sie sich den Namen Jive Bunny & the Mastermixers (angeblich nach dem Spitznamen eines Freundes) und veröffentlichten im Sommer 1989 den Mix unter dem Titel Swing the Mood. Ein Zeichentrick-Hase (engl. Bunny) war auch das Markenzeichen der zugehörigen Musikvideos.
Die Single eroberte auf Anhieb die Spitzen der Charts in zahlreichen Ländern, war in England, Deutschland und Österreich Nummer 1 und in den USA immerhin Nummer 11.
Aufgrund des großen Erfolgs ließen sie gleich einen weiteren Oldie-Mix unter dem Titel That’s What I Like mit Twist-Stücken folgen und brachten noch im selben Jahr zu Weihnachten ein Weihnachtslied-Medley namens Let’s Party heraus. Beide Singles erreichten ebenfalls Platz 1 in Großbritannien und somit gelang Jive Bunny die seltene Leistung innerhalb eines Jahres mit den ersten drei Singles die UK-Charts anzuführen.
In der Folge versuchten die Engländer das Interesse wach zu halten, indem sie nicht nur Rock-Oldies mischten, sondern sich auch z. B. an Swing, Salsa oder Cancan versuchten. Trotzdem hatte sich die Idee schnell totgelaufen und Ende 1991 waren sie wieder aus den Charts verschwunden. Mit zehn Singles und drei Alben konnten sie allerdings in der Zeit weltweit über 22 Millionen Tonträger verkaufen.
Ab und zu treten John und Andrew Pickles noch als Jive Bunny in Erscheinung, im Wesentlichen beschränken sie sich aber auf ihr Aufnahme- und Remixstudio in Rotherham.

## Diskografie

### Alben
| Jahr | Titel                      | Höchstplatzierung, Gesamtwochen, AuszeichnungChartplatzierungen (Jahr, Titel, Platzierungen, Wochen, Auszeichnungen, Anmerkungen) | Höchstplatzierung, Gesamtwochen, AuszeichnungChartplatzierungen (Jahr, Titel, Platzierungen, Wochen, Auszeichnungen, Anmerkungen) | Höchstplatzierung, Gesamtwochen, AuszeichnungChartplatzierungen (Jahr, Titel, Platzierungen, Wochen, Auszeichnungen, Anmerkungen) | Höchstplatzierung, Gesamtwochen, AuszeichnungChartplatzierungen (Jahr, Titel, Platzierungen, Wochen, Auszeichnungen, Anmerkungen) | Höchstplatzierung, Gesamtwochen, AuszeichnungChartplatzierungen (Jahr, Titel, Platzierungen, Wochen, Auszeichnungen, Anmerkungen) | Anmerkungen                                                        |
| Jahr | Titel                      | DE | AT | CH | UK | US | Anmerkungen                                                        |
| ---- | -------------------------- | --- | --- | --- | --- | --- | ------------------------------------------------------------------ |
| 1989 | Jive Bunny – The Album     | DE14 (15 Wo.)DE | AT5 (13 Wo.)AT | CH3 Platin · (13 Wo.)CH | UK2 ×3Dreifachplatin · (22 Wo.)UK                                                                                                 | US26 Gold · (18 Wo.)US | Erstveröffentlichung: 1. September 1989 mit The John Anderson Band |
| 1990 | It’s Party Time            | — | AT26 (2 Wo.)AT | CH14 (6 Wo.)CH | UK23 (7 Wo.)UK | — |                                                                    |
| 1992 | Rock ’n’ Roll Hall of Fame | — | AT14 (7 Wo.)AT | — | — | — |                                                                    |
| 1998 | Hop Around the Clock       | — | — | — | UK76 (2 Wo.)UK | — | Doppelalbum                                                        |

Weitere Alben
- 1996: Christmas Party – 40 Non-Stop Christmas Favourites (UK: Gold)
- 1998: Spectacular Christmas Party
- 2000: The Greatest Hits of the Year
- 2000: Dancing Queen
- 2000: Jive Bunny and the Mastermixers Plays Non-Stop ABBA Party
- 2002: Ultimate Christmas Party (2 CDs, UK: Platin)
- 2003: In the Mix (3 CDs)

### Kompilationen
| Jahr | Titel                                       | Höchstplatzierung, Gesamtwochen, AuszeichnungChartplatzierungen (Jahr, Titel, Platzierungen, Wochen, Auszeichnungen, Anmerkungen) | Höchstplatzierung, Gesamtwochen, AuszeichnungChartplatzierungen (Jahr, Titel, Platzierungen, Wochen, Auszeichnungen, Anmerkungen) | Höchstplatzierung, Gesamtwochen, AuszeichnungChartplatzierungen (Jahr, Titel, Platzierungen, Wochen, Auszeichnungen, Anmerkungen) | Höchstplatzierung, Gesamtwochen, AuszeichnungChartplatzierungen (Jahr, Titel, Platzierungen, Wochen, Auszeichnungen, Anmerkungen) | Höchstplatzierung, Gesamtwochen, AuszeichnungChartplatzierungen (Jahr, Titel, Platzierungen, Wochen, Auszeichnungen, Anmerkungen) | Anmerkungen |
| Jahr | Titel                                       | DE | AT | CH | UK | US | Anmerkungen |
| ---- | ------------------------------------------- | --- | --- | --- | --- | --- | ----------- |
| 1994 | The Best of Jive Bunny and the Mastermixers | DE88 (4 Wo.)DE | — | CH44 (2 Wo.)CH | — | — |             |

Weitere Kompilationen
- 1994: … The Best!!
- 1994: The Album / Swing the Mood
- 1994: That’s What I Like / It’s Party Time
- 1998: Rock the Party
- 1999: Summer Holiday
- 2009: Swing the Mood – The Definitive Collection (2 CDs)
- 2009: Swing the Party
- 2013: The Classic Megamixes

### Singles
| Jahr | Titel Album                                         | Höchstplatzierung, Gesamtwochen, AuszeichnungChartplatzierungen (Jahr, Titel, Album, Platzierungen, Wochen, Auszeichnungen, Anmerkungen) | Höchstplatzierung, Gesamtwochen, AuszeichnungChartplatzierungen (Jahr, Titel, Album, Platzierungen, Wochen, Auszeichnungen, Anmerkungen) | Höchstplatzierung, Gesamtwochen, AuszeichnungChartplatzierungen (Jahr, Titel, Album, Platzierungen, Wochen, Auszeichnungen, Anmerkungen) | Höchstplatzierung, Gesamtwochen, AuszeichnungChartplatzierungen (Jahr, Titel, Album, Platzierungen, Wochen, Auszeichnungen, Anmerkungen) | Höchstplatzierung, Gesamtwochen, AuszeichnungChartplatzierungen (Jahr, Titel, Album, Platzierungen, Wochen, Auszeichnungen, Anmerkungen) | Anmerkungen                             |
| Jahr | Titel Album                                         | DE | AT | CH | UK | US | Anmerkungen                             |
| ---- | --------------------------------------------------- | --- | --- | --- | --- | --- | --------------------------------------- |
| 1989 | Swing the Mood Jive Bunny – The Album               | DE1 (26 Wo.)DE | AT1 Gold · (17 Wo.)AT | CH2 (22 Wo.)CH | UK1 Platin · (19 Wo.)UK | US11 (20 Wo.)US | Erstveröffentlichung: 26. Juni 1989     |
| 1989 | That’s What I Like Jive Bunny – The Album           | DE6 (19 Wo.)DE | AT5 (11 Wo.)AT | CH4 (18 Wo.)CH | UK1 Gold · (12 Wo.)UK | US69 (5 Wo.)US |                                         |
| 1989 | Let’s Party –                                       | DE80 (2 Wo.)DE | AT26 (2 Wo.)AT | CH13 (5 Wo.)CH | UK1 Gold · (8 Wo.)UK | — |                                         |
| 1990 | That Sounds Good to Me –                            | DE36 (10 Wo.)DE | AT19 (7 Wo.)AT | CH19 (4 Wo.)CH | UK4 (6 Wo.)UK | — | Erstveröffentlichung: März 1990         |
| 1990 | Can Can You Party It’s Party Time                   | — | AT27 (2 Wo.)AT | CH13 (5 Wo.)CH | UK8 (6 Wo.)UK | — | Erstveröffentlichung: August 1990       |
| 1990 | Let’s Swing Again –                                 | — | AT27 (2 Wo.)AT | — | UK19 (5 Wo.)UK | — | Erstveröffentlichung: 18. November 1990 |
| 1990 | The Crazy Party Mixes –                             | — | — | — | UK13 (5 Wo.)UK | — |                                         |
| 1991 | Over to You John (Here We Go Again) It’s Party Time | — | — | — | UK28 (5 Wo.)UK | — |                                         |
| 1991 | Hot Summer Salsa Hop Around the Clock               | — | — | — | UK43 (2 Wo.)UK | — |                                         |
| 1991 | Rock ’n’ Roll Dance Party                           | — | — | — | UK48 (2 Wo.)UK | — |                                         |

Weitere Singles
- 1989: It Takes Two, Baby (Liz Kershaw, Bruno Brookes and Jive Bunny with Londonbeat)
- 1989: Lover’s Mix
- 1991: Rock ’n’ Roll Hall of Fame

## Zusammensetzung der bekanntesten Medleys
Swing the Mood (Juli 1989)
- Thema: In the Mood / Glenn Miller
- weitere: Rock Around the Clock / Bill Haley & His Comets; Rock A-Beatin’ Boogie / Bill Haley; Tutti Frutti / Little Richard; Wake Up Little Susie / Everly Brothers; C’mon Everybody / Eddie Cochran; Hound Dog / Elvis Presley; Shake, Rattle & Roll / Bill Haley; All Shook Up / Elvis Presley; Jailhouse Rock / Elvis Presley; At the Hop / Danny & the Juniors

That’s What I Like (Oktober 1989)
- Thema: Hawaii 5-0 / Ventures
- weitere: Let’s Twist Again / Chubby Checker; Let’s Dance / Chris Montez; Wipe Out / Surfaris; Great Balls of Fire / Jerry Lee Lewis; Johnny B. Goode / Chuck Berry; Good Golly Miss Molly / Little Richard; The Twist / Chubby Checker; Summertime Blues / Eddie Cochran; Razzle Dazzle / Bill Haley; Runaround Sue / Dion; Chantilly Lace / The Big Bopper

Let’s Party (Dezember 1989)
- u. a. I Wish It Could Be Christmas Everyday / Wizzard; Merry Xmas Everybody / Slade; Another Rock and Roll Christmas / Gary Glitter

## Auszeichnungen für Musikverkäufe
| Silberne Schallplatte - Frankreich - 1989: für die Single That’s What I Like Goldene Schallplatte - Frankreich - 1989: für die Single Swing the Mood Platin-Schallplatte - Australien - 1989: für die Single Swing the Mood - 1990: für die Single That’s What I Like - Brasilien - 1990: für das Album Jive Bunny – The Album - Kanada - 1990: für die Single Swing the Mood - Neuseeland - 1989: für die Single Swing the Mood - 1990: für das Album Jive Bunny – The Album - Spanien - 1990: für das Album Jive Bunny – The Album | 2× Platin-Schallplatte - Australien - 1990: für das Album Jive Bunny – The Album 3× Platin-Schallplatte - Kanada - 1990: für das Album Jive Bunny – The Album |

Anmerkung: Auszeichnungen in Ländern aus den Charttabellen bzw. Chartboxen sind in ebendiesen zu finden.
| Land/RegionAuszeichnungen für Musikverkäufe (Land/Region, Auszeichnungen, Verkäufe, Quellen) | Silber  | Gold     | Platin       | Verkäufe  | Quellen                   |
| -------------------------------------------------------------------------------------------- | ------- | -------- | ------------ | --------- | ------------------------- |
| Australien (ARIA)                                                                            | —       | —        | 4× Platin4   | 280.000   | aria.com.au               |
| Brasilien (PMB)                                                                              | —       | —        | Platin1      | 250.000   | pro-musicabr.org.br       |
| Frankreich (SNEP)                                                                            | Silber1 | Gold1    | —            | 600.000   | infodisc.fr               |
| Kanada (MC)                                                                                  | —       | —        | 4× Platin4   | 400.000   | musiccanada.com           |
| Neuseeland (RMNZ)                                                                            | —       | —        | 2× Platin2   | 30.000    | aotearoamusiccharts.co.nz |
| Österreich (IFPI)                                                                            | —       | Gold1    | —            | 25.000    | Einzelnachweise           |
| Schweiz (IFPI)                                                                               | —       | —        | Platin1      | 50.000    | hitparade.ch              |
| Spanien (Promusicae)                                                                         | —       | —        | Platin1      | 100.000   | Einzelnachweise           |
| Vereinigte Staaten (RIAA)                                                                    | —       | Gold1    | —            | 500.000   | riaa.com                  |
| Vereinigtes Königreich (BPI)                                                                 | —       | 3× Gold3 | 5× Platin5   | 2.700.000 | bpi.co.uk                 |
| Insgesamt                                                                                    | Silber1 | 6× Gold6 | 18× Platin18 |           |                           |